# 야자와 겐이치
야자와 겐이치(일본어: 谷沢 健一, 1947년 9월 22일 ~ )는 일본의 전 프로 야구 선수이자 야구 지도자, 야구 해설가·평론가이다.
현역 시절에는 주니치 드래건스에서 17년간 팀내 주축 타자로서 활약을 했고, 은퇴 후에는 후지 TV·도카이 라디오 방송의 해설자, 세이부 라이온스의 타격 코치를 맡았다.

## 인물
지바현 히가시카쓰시카 군 가시와 정(현재의 가시와시) 출신으로 와세다 대학 제2 문학부를 졸업, 1969년 프로 야구 드래프트 회의에서 1순위로 주니치 드래건스에 입단해 등번호는 14번, 외야수로 수비를 맡았는데 1976년부터 41번으로 등번호를 바꿨다. 투구와 타석은 좌투좌타이며 입단 첫 해인 이듬해 1970년 시즌 107안타, 11개의 홈런, 45타점, 2할 5푼 1리의 타율을 기록하여 센트럴 리그 신인왕을 석권했고, 1976년 시즌 최다인 36개의 2루타와 3할 5푼 5리의 타율을 기록하여 타격왕 타이틀을 획득했다. 4년 후인 1980년에는 3할 6푼 9리의 시즌 최고 타율을 기록하면서 통산 두 번째의 타격왕을 타이틀을 석권했고, 1981년 9월 20일부터 9월 21일까지 4타수 연속 홈런을 기록, 1984년에는 시즌 최다 안타인 166개의 안타를 기록했다.
이듬해인 1985년 10월 23일, 히로시마 시민 구장에서 열린 히로시마 도요 카프 전에서 개인 통산 2000안타를 기록했고, 1987년 4월 5일 은퇴 경기에 출전하는 것을 마지막으로 17년 간의 현역 선수 생활을 은퇴했다. 이후 1987년부터 1993년까지 후지 TV와 닛폰 방송에서 야구 해설위원으로 발탁되어 활동했고, 1994년부터 1995년까지 2년간 세이부 라이온스의 타격 코치를 역임했다. 1996년에는 다시 야구 해설가로 복귀하여 현재 후지 TV와 도카이 TV, 도카이 라디오 방송 등에서 활동하고 있고, 1998년에는 야자와의 모교인 와세다 대학의 대학원 아시아 태평양 연구과에 국제 경영학을 전공하여 논문을 작성하는 등 석사 학위를 받았다. 현재는 와세다 대학의 객원 교수로서 체육 실기, 경식 야구와 스포츠론 강의를 담당하고 있다.
2004년부터 2005년까지 사회인 야구팀인 ‘니시타마 클럽’(西多摩倶楽部)의 감독을 역임했고, 2005년 9월에는 그의 이름을 본뜬 ‘야자와 야구커뮤니티 지바’(谷沢野球コミュニティ千葉)를 설립하여 이사장으로 취임했다(2007년에 NPO 법인격을 취득). 이후 고향인 지바 현 가시와 시를 본거지로 한 사회인 야구 클럽 팀을 결성, 팀 이름을 ‘YBC 페니즈’(YBCフェニーズ)로 정하는 등 야구와 관련한 대외 활동을 하고 있다.

## 출신 학교
- 나라시노 시립 나라시노 고등학교
- 와세다 대학

## 선수 경력
- 주니치 드래건스(1970년 ~ 1986년)

## 지도자·기타 경력
- 후지 TV·닛폰 방송 야구 해설위원(1987년 ~ 1993년)
- 세이부 라이온스 타격 코치(1994년 ~ 1995년)
- 후지 TV, 도카이 TV, 도카이 라디오 방송, 도쿄 주니치 스포츠 야구 해설위원(1996년 ~ )
- 사회인 야구팀 ‘니시타마 클럽’(西多摩倶楽部)감독(2004년 ~ 2005년)
- ‘야자와 야구커뮤니티 지바’(谷沢野球コミュニティ千葉) 이사장, 감독(2005년 9월 ~ )

## 수상·타이틀 경력

### 타이틀
- 수위타자 : 2회(1976년, 1980년)
- 최다 출루수 : 1회(1984년)
- 최다 안타(당시는 타이틀이 아님) : 1회(1984년) ※1994년부터 타이틀로 제정됨.

### 수상
- 신인왕(1970년)
- 베스트 나인 : 5회(1976년, 1980년, 1982년 ~ 1984년)[2]
- 월간 MVP : 3회(1980년 4월, 1982년 4월, 1984년 5월)
- 컴백상(1980년)

## 개인 기록
- 올스타전 출장 : 9회(1970년 ~ 1973년, 1976년, 1980년, 1981년, 1983년 ~ 1984년)
- 4타수 연속 홈런(1981년 9월 20일 ~ 9월 21일)
- 통산 1000경기 출장 : 1977년 9월 23일(196번째)

## 등번호
- 14(1970년 ~ 1975년)
- 41(1976년 ~ 1986년)
- 80(1994년 ~ 1995년)

## 연도별 성적
| 연도        | 소속        | 경 기 | 타 석 | 타 수 | 득 점 | 안 타 | 2 루 타 | 3 루 타 | 홈 런 | 루 타 | 타 점 | 도 루 | 도루 실패 | 희생 번트 | 희생 플라이 | 볼 넷 | 고의 사구 | 死 구 | 삼 진 | 병 살 타 | 타 율 | 출 루 율 | 장 타 율 | O P S |
| ----------- | ----------- | ----- | ----- | ----- | ----- | ----- | ------- | ------- | ----- | ----- | ----- | ----- | --------- | --------- | ----------- | ----- | --------- | ----- | ----- | -------- | ----- | -------- | -------- | ----- |
| 1970년      | 주니치      | 126   | 479   | 427   | 39    | 107   | 17      | 6       | 11    | 169   | 45    | 6     | 7         | 6         | 6           | 34    | 3         | 6     | 66    | 8        | .251  | .315     | .396     | .711  |
| 1971년      | 주니치      | 123   | 463   | 423   | 47    | 110   | 12      | 3       | 16    | 176   | 41    | 7     | 6         | 6         | 1           | 30    | 5         | 3     | 61    | 10       | .260  | .314     | .416     | .730  |
| 1972년      | 주니치      | 130   | 537   | 465   | 58    | 135   | 21      | 4       | 15    | 209   | 53    | 2     | 6         | 1         | 1           | 63    | 5         | 7     | 42    | 11       | .290  | .383     | .449     | .833  |
| 1973년      | 주니치      | 126   | 518   | 454   | 47    | 134   | 26      | 0       | 10    | 190   | 45    | 0     | 2         | 2         | 2           | 53    | 1         | 7     | 35    | 13       | .295  | .377     | .419     | .796  |
| 1974년      | 주니치      | 125   | 516   | 466   | 73    | 135   | 31      | 0       | 22    | 232   | 77    | 2     | 1         | 4         | 4           | 39    | 2         | 3     | 51    | 7        | .290  | .348     | .498     | .846  |
| 1975년      | 주니치      | 129   | 527   | 470   | 57    | 138   | 20      | 0       | 17    | 209   | 71    | 2     | 6         | 3         | 4           | 46    | 4         | 4     | 46    | 9        | .294  | .362     | .445     | .806  |
| 1976년      | 주니치      | 127   | 547   | 496   | 66    | 176   | 36      | 1       | 11    | 247   | 52    | 4     | 3         | 4         | 6           | 37    | 0         | 4     | 51    | 9        | .355  | .404     | .498     | .902  |
| 1977년      | 주니치      | 130   | 554   | 493   | 65    | 154   | 29      | 4       | 14    | 233   | 55    | 5     | 1         | 5         | 1           | 53    | 3         | 2     | 51    | 15       | .312  | .381     | .473     | .854  |
| 1978년      | 주니치      | 70    | 199   | 184   | 17    | 52    | 14      | 0       | 2     | 72    | 18    | 1     | 4         | 1         | 2           | 11    | 0         | 1     | 27    | 6        | .283  | .327     | .391     | .718  |
| 1979년      | 주니치      | 11    | 13    | 12    | 0     | 2     | 0       | 0       | 0     | 2     | 0     | 0     | 0         | 0         | 0           | 1     | 0         | 0     | 1     | 0        | .167  | .231     | .167     | .397  |
| 1980년      | 주니치      | 120   | 481   | 425   | 61    | 157   | 27      | 1       | 27    | 267   | 80    | 2     | 3         | 0         | 4           | 50    | 10        | 2     | 59    | 10       | .369  | .438     | .628     | 1.066 |
| 1981년      | 주니치      | 127   | 506   | 462   | 57    | 147   | 22      | 3       | 28    | 259   | 79    | 4     | 2         | 0         | 5           | 39    | 4         | 0     | 63    | 6        | .318  | .371     | .561     | .932  |
| 1982년      | 주니치      | 129   | 526   | 471   | 57    | 132   | 20      | 1       | 21    | 217   | 85    | 2     | 2         | 2         | 4           | 47    | 8         | 2     | 59    | 17       | .280  | .348     | .461     | .809  |
| 1983년      | 주니치      | 130   | 548   | 485   | 60    | 153   | 33      | 0       | 21    | 249   | 87    | 1     | 2         | 1         | 3           | 57    | 7         | 2     | 56    | 13       | .315  | .390     | .513     | .903  |
| 1984년      | 주니치      | 130   | 572   | 505   | 84    | 166   | 20      | 1       | 34    | 290   | 99    | 3     | 4         | 1         | 1           | 63    | 7         | 2     | 67    | 15       | .329  | .405     | .574     | .980  |
| 1985년      | 주니치      | 104   | 405   | 360   | 37    | 104   | 9       | 0       | 11    | 146   | 47    | 1     | 2         | 0         | 2           | 42    | 5         | 1     | 44    | 6        | .289  | .363     | .406     | .769  |
| 1986년      | 주니치      | 94    | 241   | 220   | 22    | 60    | 11      | 1       | 13    | 112   | 35    | 0     | 0         | 2         | 1           | 17    | 1         | 1     | 28    | 5        | .273  | .326     | .509     | .835  |
| 통산 : 17년 | 통산 : 17년 | 1931  | 7632  | 6818  | 847   | 2062  | 348     | 25      | 273   | 3279  | 969   | 42    | 51        | 38        | 47          | 682   | 65        | 47    | 807   | 160      | .302  | .368     | .481     | .848  |

- 굵은 글씨는 시즌 최고 성적.